# Železniška postaja Radovljica
Železniška postaja Radovljica je ena izmed železniških postaj v Sloveniji, ki oskrbuje bližnje mesto Radovljica. 
Železniška proga teče nekaj metrov niže od nivoja Radovljice, zato postajno poslopje stoji na pobočju. Peron je dosegljiv po stopnišču v zgradbi, ki stoji poleg postajnega poslopja.